# Aniceto del Ponto
Aniceto fue el cabecilla de un infructuoso levantamiento contra la dominación romana en el Ponto en el año 69. Antiguamente un liberto del rey Polemón II, Aniceto mandaba la flota real hasta que el Reino del Ponto se convirtió en una provincia romana durante el reinado del emperador Nerón en el 63. Durante la guerra civil tras la muerte de Nerón, Aniceto se unió a Vitelio y encabezó una insurrección general contra Vespasiano en el Ponto y Cólquida en el 69. Los rebeldes destruyeron la armada romana (Classis Pontica) en un repentino ataque sobre Trapezus. Tras ello, Aniceto pasó entonces a la piratería utilizando un tipo de barco conocido como camarae.
La revuelta, sin embargo, fue sofocada por los refuerzos romanos cuyo jefe era Virdio Gémino, lugarteniente de Vespasiano. Vencido en la desembocadura del río Cohibo (actualmente el río Khobi, situado en el oeste de Georgia), Aniceto fue entregado a los romanos por una tribu local, que le dieron muerte.